# David Twohy
David Neil Twohy  (ur. 18 października 1955 w Los Angeles) – amerykański scenarzysta i reżyser.

## Życiorys
Urodził się w hrabstwie Los Angeles, studiował na California State University w Long Beach, specjalizując się głównie w reżyserii telewizyjnej, filmowej i radiowej.

## Nagrody
W 1991 zdobył nagrodę na Międzynarodowym Festiwalu Filmów Fantastycznych w Brukseli za Ucieczka przez czas. Ponadto był kilkukrotnie nominowany do innych nagród filmowych, m.in. Amerykańska Gildia Scenarzystów nominowała go za scenariusz do filmu Ścigany.   

## Filmografia
| Rok  | Film                              | Funkcja               |
| ---- | --------------------------------- | --------------------- |
| 1988 | Critters 2                        | scenariusz            |
| 1989 | Czarnoksiężnik                    | scenariusz            |
| 1992 | Ucieczka przez czas               | scenariusz, reżyseria |
| 1993 | Ścigany                           | scenariusz            |
| 1994 | Na granicy ryzyka                 | scenariusz            |
| 1995 | Wodny świat                       | scenariusz            |
| 1996 | Spotkanie                         | scenariusz, reżyseria |
| 1997 | G.I. Jane                         | scenariusz            |
| 2000 | Pitch Black                       | scenariusz, reżyseria |
| 2001 | Impostor: Test na człowieczeństwo | scenariusz            |
| 2002 | Ciśnienie                         | scenariusz, reżyseria |
| 2004 | Kroniki Riddicka                  | scenariusz, reżyseria |
| 2009 | Wyspa strachu                     | scenariusz, reżyseria |
| 2013 | Riddick (film)                    | scenariusz, reżyseria |